# Bryan Patterson
Bryan Patterson (Londres, 10 de marzo de 1909-Chicago, 1 de diciembre de 1979) fue un paleontólogo estadounidense en el Museo Field de Historia Natural de Chicago . 

## Vida y carrera
Bryan Patterson era hijo del soldado, ingeniero y autor John Henry Patterson y de Frances Gray Patterson, quien fue una de los primeras mujeres en recibir un título en derecho en las islas británicas. Se mudó en 1926 al área de Hyde Park de Chicago, Illinois. A su llegada a Chicago, Bryan asumió un puesto como preparador de vertebrados en el Museo Field de Historia Natural. Trabajó bajo la dirección de Elmer S. Riggs, quien en ese momento se dedicaba a estudios de mamíferos terciarios sudamericanos. Mediante la autoeducación ascendió rápidamente de rango y en 1937 se convirtió en curador de paleontología. 
Se convirtió en ciudadano estadounidense en 1938. En 1934 conoció y se casó con Bernice Cain. Sirvió en Europa con la Primera División de Infantería del Ejército de los Estados Unidos durante la Segunda Guerra Mundial y fue hecho prisionero por los alemanes. 
En 1942 fue ascendido a curador de la colección de mastozoología, cargo que ocupó hasta 1955, cuando dejó el Field Museum para convertirse en profesor Agassiz de Paleontología de Vertebrados en el Museo de Zoología Comparada de la Universidad de Harvard. En 1947 fue nombrado profesor de geología en la Universidad de Chicago, en paralelo a su trabajo en el Museo. Como beneficiario de dos Becas Guggenheim, pasó los años 1952-1954 en Argentina estudiando las grandes colecciones acumuladas por los hermanos Ameghino. En 1958 regresó a Argentina con Alfred S. Romer, pero esta vez para trabajo de campo en las formaciones del Triásico en busca de reptiles con aspecto de mamíferos. Durante 1976-1977, fue a São Paulo, Brasil, donde trabajó con P.E. Vanzolini.
En 1970 fue contratado por el Gobierno de Guatemala para recolectar restos de mamíferos extintos en Estanzuela cerca de la Ciudad de Guatemala. Estos fueron exhibidos en un pequeño museo, con el esqueleto completo de un mastodonte y debidamente nombrado Museo de Paleontología Bryan Patterson.

## Publicaciones
- 1940. Un litoptern adianthine de la formación Deseado de la Patagonia. Resultados de las expediciones paleontológicas del Campo Marshall a Argentina y Bolivia, 1922-27. Museo Field de Historia Natural.
- 1934. Personajes craneales de Homalodotherium. Chicago, Museo Field de Historia Natural.
- 1936. La estructura interna del oído en algunos notoungulados. Resultados de la primera expedición paleontológica del Campo Marshall a Argentina y Bolivia, 1922-24. Chicago.
- 1941. Un nuevo pájaro fororhacoide de la formación Deseado de la Patagonia. Resultados de las expediciones paleontológicas del Campo Marshall a Argentina y Bolivia, 1922-27. Chicago: Museo Field de Historia Natural.
- 1937. Algunos intercambios de ideas no jóvenes. Resultados de las expediciones paleontológicas del Campo Marshall a Argentina y Bolivia, 1922-27. Chicago: Museo Field de Historia Natural.
- 1934. Trachytherus, una tipoterida de los lechos del Deseado de la Patagonia. Resultados de la primera expedición paleontológica del Campo Marshall a Argentina y Bolivia, 1922-24. Chicago: Museo Field de Historia Natural.
- 1934. Estructura premolar-molar superior en la notoungulata con notas sobre taxonomía. Chicago: Museo Field de Historia Natural.

## Otras lecturas
- Turnbull, William D.; Jenkins, Farish A. Jr. (February 1981). «Bryan Patterson». The Society of Vertebrate Paleontology News Bulletin. Archivado desde el original el 21 de mayo de 2014. Consultado el 26 de agosto de 2020.

- Datos: Q4980297
- Especies: Bryan Patterson